# Teoremi di Sylow
In algebra, i teoremi di Sylow sono dei risultati fondamentali della teoria dei gruppi finiti, che permettono la scomposizione di gruppi in sottogruppi il cui studio è più facile.
Essi affermano quanto segue. Sia {\displaystyle G} un gruppo finito di ordine {\displaystyle n} (ovvero costituito da {\displaystyle n} elementi). Sia {\displaystyle p} un numero primo. Allora per ogni potenza {\displaystyle m=p^{r}} di {\displaystyle p} che divida {\displaystyle n} esistono sottogruppi di {\displaystyle G} di ordine {\displaystyle m}. Inoltre, se {\displaystyle m} è la massima potenza di {\displaystyle p} che divida {\displaystyle n}, allora i sottogruppi di {\displaystyle G} di ordine {\displaystyle m} sono coniugati fra loro.
Questi teoremi sono stati dimostrati per la prima volta nel 1872 da Ludwig Sylow, e pubblicati sulla prestigiosa rivista Mathematische Annalen. 

## Primo Teorema di Sylow

### Enunciato
Sia {\displaystyle G} un gruppo finito, e sia {\displaystyle |G|} il suo ordine (ovvero il numero dei suoi elementi). Allora per ogni primo {\displaystyle p} ed ogni intero {\displaystyle r} tali che {\displaystyle p^{r}} divida {\displaystyle |G|}, esiste un sottogruppo di {\displaystyle G} di ordine {\displaystyle p^{r}}.

### Dimostrazione
È sufficiente dimostrare il teorema per il più grande {\displaystyle p^{r}} che divide {\displaystyle |G|}. Quindi scriviamo {\displaystyle |G|=p^{r}m}, denotando con {\displaystyle m} un intero positivo non divisibile per {\displaystyle p}. Denotiamo allora con {\displaystyle X} la collezione di tutti i sottoinsiemi di {\displaystyle G} formati da {\displaystyle p^{r}} elementi:
{\displaystyle X=\{S\subseteq G\ |\ |S|=p^{r}\}.}
La cardinalità di {\displaystyle X} non è divisibile per {\displaystyle p}. Infatti è fornita dall'espressione 
{\displaystyle |X|={p^{r}m \choose p^{r}}={\frac {(p^{r}m)(p^{r}m-1)\ldots (p^{r}m-i)\ldots (p^{r}m-p^{r}+1)}{(p^{r})(p^{r}-1)\ldots (p^{r}-i)\ldots 1}}} .
Essa fornisce un intero non divisibile per {\displaystyle p}: infatti un divisore di {\displaystyle |X|} potrebbe provenire solo da fattori del denominatore della forma {\displaystyle p^{r}-i} con {\displaystyle i} divisibile per {\displaystyle p}; per ciascuno di questi {\displaystyle i} scriviamo {\displaystyle i=p^{q}j}, nella quale si intende che {\displaystyle j} non sia divisibile per p; nella espressione precedente si può quindi isolare il fattore 
{\displaystyle {\frac {p^{r}m-i}{p^{r}-i}}={\frac {p^{r-q}m-j}{p^{r-q}-j}},}
il quale non è in grado di fornire a {\displaystyle |X|} un fattore razionale contenente una potenza positiva di {\displaystyle p}; si conclude che è possibile semplificare il numeratore e il denominatore della precedente espressione per {\displaystyle |X|}, in modo da ottenere un'espressione che deve fornire un intero positivo il quale non è divisibile per {\displaystyle p}.
Definiamo un'azione di {\displaystyle G} su {\displaystyle X}:
{\displaystyle {\begin{matrix}G\times X&\rightarrow &X\\(g,S)&\mapsto &gS=\{gs\,|\,s\in S\}.\end{matrix}}}
Sia {\displaystyle O(S)} l'orbita di {\displaystyle S} tramite l'azione. Esiste sicuramente un {\displaystyle S} la cui orbita {\displaystyle O(S)} ha cardinalità non divisibile per {\displaystyle p} (poiché le orbite formano una partizione di {\displaystyle X}, e {\displaystyle |X|} non è multiplo di {\displaystyle p}).
Sia {\displaystyle {\rm {Stab}}_{G}(S)} lo stabilizzatore di {\displaystyle S}. Applicando il teorema delle azioni si ottiene:
{\displaystyle |G|=|O(S)|\cdot |{\rm {Stab}}_{G}(S)|.}
Il numero {\displaystyle p^{r}} divide {\displaystyle |G|}, ma {\displaystyle p} non divide {\displaystyle |O(S)|}: allora {\displaystyle p^{r}} divide {\displaystyle |{\rm {Stab}}_{G}(S)|}. Ne segue che 
{\displaystyle |{\rm {Stab}}_{G}(S)|\geq p^{r}.}
D'altra parte, fissato un elemento {\displaystyle s} in {\displaystyle S}, l'applicazione
{\displaystyle {\rm {Stab}}_{G}(S)\to S\,\!}
{\displaystyle g\mapsto g\cdot s\,\!}
è iniettiva. Quindi vale anche 
{\displaystyle |{\rm {Stab}}_{G}(S)|\leq p^{r}.}
Ne segue che {\displaystyle {\rm {Stab}}_{G}(S)} è un sottogruppo di cardinalità {\displaystyle p^{r}}.

## Secondo Teorema di Sylow
Per enunciare il secondo teorema di Sylow, è utile definire i cosiddetti p-Sylow.

### Definizione di p-sottogruppo di Sylow
Sia {\displaystyle G} un gruppo finito, e sia {\displaystyle p} un numero primo che divida l'ordine {\displaystyle |G|} di {\displaystyle G}. Sia {\displaystyle |G|=p^{k}m}, con {\displaystyle m} non divisibile per {\displaystyle p}. (Dunque {\displaystyle p^{k}} è la massima potenza di {\displaystyle p} che divide l'ordine di {\displaystyle G}.) Si definisce {\displaystyle p}-sottogruppo di Sylow (o semplicemente {\displaystyle p}-Sylow) di {\displaystyle G} ogni sottogruppo di {\displaystyle G} di ordine {\displaystyle p^{k}}.

### Enunciato
Sia {\displaystyle G} un gruppo, e sia {\displaystyle |G|=p^{k}m}, con {\displaystyle p} ed {\displaystyle m} coprimi. Allora, tutti i p-Sylow di {\displaystyle G} sono coniugati, ovvero, detto Sylp(G) l'insieme dei p-Sylow di {\displaystyle G},
{\displaystyle \forall H,K\in Syl_{p}(G)\;\exists g\in G:g^{-1}Hg=K.}

### Dimostrazione
Chiamiamo (per agilità di notazioni) {\displaystyle A\,\colon \!=\mathrm {Syl} _{p}\,(G)}. Per mostrare che tutti i p-Sylow di {\displaystyle G} sono coniugati, basta mostrare che l'azione per coniugio sull'insieme {\displaystyle A} è transitiva, ovvero ha una sola orbita.
{\displaystyle G\times A\longrightarrow A}
{\displaystyle (g,P)\mapsto g^{-1}Pg}
Procediamo per assurdo. Siano D1 e D2 due orbite distinte, e siano P un elemento di D1, Q un elemento di D2 e x un elemento di Q. Osserviamo che il coniugio di P tramite x, che indichiamo con {\displaystyle P^{x}=x^{-1}Px}, è un elemento di D1. Dunque possiamo restringere l'azione a D1:
{\displaystyle Q\times D_{1}\longrightarrow D_{1}}
{\displaystyle (q,P)\mapsto q^{-1}Pq}
Questa azione ha un numero r di orbite, che indichiamo con O(Pi), al variare di Pi in D1. Per l'equazione delle orbite, segue dunque che
{\displaystyle |D_{1}|=\sum _{i=1}^{r}{|O(P_{i})|}=\sum _{i=1}^{r}{|Q:St_{Q}(P_{i})|}=\sum _{i=1}^{r}{|Q:N_{Q}(P_{i})|}}
dove l'ultima uguaglianza è giustificata dal fatto che in un'azione per coniugio lo stabilizzatore dell'elemento Pi è proprio il normalizzante in {\displaystyle Q} di Pi. Poiché gli stabilizzatori sono sottogruppi di {\displaystyle Q} e poiché {\displaystyle Q} è un p-Sylow, ogni orbita ha ordine o {\displaystyle 1} o una potenza propria di {\displaystyle p} (è un'immediata conseguenza del teorema di Lagrange).
Allo stesso tempo, poiché P appartiene a D1, possiamo dire che D1 è l'orbita di {\displaystyle P} nella prima azione che abbiamo definito. Dunque, {\displaystyle |D_{1}|=|O(P)|=|G:St_{G}(P)|=|G:N_{G}(P)|}. Per il teorema di Lagrange, {\displaystyle |G|=|G:N_{G}(P)||N_{G}(P)|=|G:N_{G}(P)||N_{G}(P):P||P|}. Dunque, ne segue che {\displaystyle |G:N_{G}(P)||N_{G}(P):P|=m}. Dunque, {\displaystyle |G:N_{G}(P)|} è un divisore di m e pertanto non è diviso da p. Dunque anche {\displaystyle |D_{1}|} non è diviso da p, quindi gli addendi che compaiono nella sommatoria scritta precedentemente non possono essere tutti potenze di p (poiché altrimenti sarebbero divisibili per p). Da ciò segue che esiste almeno un j tale che {\displaystyle |O(P_{j})|=1}. Questo significa che {\displaystyle |Q:N_{Q}(P_{j})|=1|}, e quindi che {\displaystyle Q=N_{Q}(P_{j})}. Il che implica che {\displaystyle QP_{j}=P_{j}Q}, poiché {\displaystyle q^{-1}P_{j}q=P_{j}\;\forall q\in Q}. Dunque, {\displaystyle QP_{j}\leq G} e il suo ordine vale:
{\displaystyle |QP_{j}|={\frac {|Q||P_{j}|}{|Q\cap P_{j}|}}}.
Il numeratore vale {\displaystyle p^{k}\cdot p^{k}} poiché entrambi appartengono ad A; al denominatore troviamo invece una potenza di p, con esponente strettamente minore di k, in quanto {\displaystyle Q\cap P_{j}\leq Q} e {\displaystyle Q\cap P_{j}\leq P_{j}}. Ovviamente il denominatore non può valere pk, poiché se così fosse risulterebbe {\displaystyle Q=P_{j}}, ma questo non è possibile perché appartengono a due orbite che per ipotesi avevamo supposto distinte.
Dunque, {\displaystyle |QP_{j}|=p^{z}}, con {\displaystyle z>k}. Ma questo è un assurdo, poiché {\displaystyle QP_{j}\leq G}. Dunque l'ipotesi che D1 e D2 fossero distinte è falsa, e l'azione è transitiva.

## Terzo Teorema di Sylow
Il terzo teorema di Sylow fornisce importanti informazioni sul numero dei p-Sylow di un gruppo, utilizzando i concetti di divisibilità e di congruenza.

### Enunciato
Sia G un gruppo, e sia |G|=pkm, con p ed m coprimi. Allora, detto np il numero dei p-Sylow di G, risulta:
- np | m
- np ≡ 1 mod p

### Dimostrazione
Detto A:=Sylp(G), ovviamente np = |A|. Considerando P∈A, per il secondo teorema di Sylow risulta che |A|=|O(P)|, considerando l'azione per coniugio di G su A. Dunque, {\displaystyle |A|=|G:St_{G}(P)|=|G:N_{G}(P)|}, dove l'ultima uguaglianza segue dal fatto che lo stabilizzatore di P nell'azione per coniugio è proprio il normalizzante di P in G. Per il Teorema di Lagrange, {\displaystyle |G|=|G:N_{G}(P)||N_{G}(P)|=|G:N_{G}(P)||N_{G}(P):P||P|}. Dunque, poiché |P| = pk, {\displaystyle |G:N_{G}(P)|} divide m. Poiché np = |A|, ne segue che np | m.
Rimane da provare la seconda parte della tesi. A tale scopo consideriamo Q ∈ A e definiamo l'azione
{\displaystyle Q\times A\longrightarrow A}
{\displaystyle (q,P)\mapsto q^{-1}Pq}
Questa azione ha un numero r di orbite, che indichiamo con O(Pi), al variare di Pi in A. Per l'equazione delle orbite, segue dunque che
{\displaystyle |A|=\sum _{i=1}^{r}{|O(P_{i})|}=\sum _{i=1}^{r}{|Q:St_{Q}(P_{i})|}=\sum _{i=1}^{r}{|Q:N_{Q}(P_{i})|}}
Tutte queste orbite hanno lunghezza o 1 o una potenza propria di p. Osserviamo innanzitutto che {\displaystyle O(Q)=O(P_{s})\;\exists s\in \{1,\dots ,r\}} e che {\displaystyle |O(P_{s})|=|Q:N_{Q}(P_{s})|=|Q:N_{Q}(Q)|=1}. Per verificare la tesi, dobbiamo a questo punto solo mostrare che tutte le altre orbite hanno lunghezza un multiplo di p. Supponiamo, per assurdo, che l'orbita di Q non sia l'unica di lunghezza 1, ovvero supponiamo che esista {\displaystyle P_{j}\neq Q} tale che {\displaystyle |O(P_{j})|=1}. Allora {\displaystyle |Q:N_{Q}(P_{j})|=1}, ovvero {\displaystyle Q=N_{Q}(P_{j})}. Il che implica che {\displaystyle QP_{j}=P_{j}Q}, poiché {\displaystyle q^{-1}P_{j}q=P_{j}\;\forall q\in Q}. Dunque, {\displaystyle QP_{j}\leq G} e il suo ordine vale:
{\displaystyle |QP_{j}|={\frac {|Q||P_{j}|}{|Q\cap P_{j}|}}}.
Il numeratore vale {\displaystyle p^{k}\cdot p^{k}} poiché entrambi appartengono ad A; al denominatore troviamo invece una potenza di p, con esponente strettamente minore di k, in quanto {\displaystyle Q\cap P_{j}\leq Q} e {\displaystyle Q\cap P_{j}\leq P_{j}}. Ovviamente il denominatore non può valere pk, poiché se così fosse risulterebbe {\displaystyle Q=P_{j}}, ma questo non è possibile perché avevamo supposto per ipotesi che fosse {\displaystyle P_{j}\neq Q}.
Dunque, {\displaystyle |QP_{j}|=p^{z}}, con {\displaystyle z>k}. Ma questo è un assurdo, poiché {\displaystyle QP_{j}\leq G}. Dunque l'ipotesi che esistesse un'altra orbita, oltre a quella di Q, di lunghezza 1 è un assurdo. Quindi,
{\displaystyle n_{p}=|A|=\sum _{i=1}^{r}{|O(P_{i})|}\equiv 1\;(\mathrm {mod} \;p)}

### Due semplici applicazioni
Un gruppo di ordine {\displaystyle pq} con {\displaystyle p} e {\displaystyle q} primi, {\displaystyle p} minore di {\displaystyle q} che non divide {\displaystyle q-1}, per esempio di ordine {\displaystyle 33}, è necessariamente un gruppo ciclico.
Il numero nq di q-Sylow è congruo 1 modulo q e divide p quindi si ha necessariamente nq=1 essendo p minore di q. Inoltre essendo np ≡ 1 mod p e poiché np divide q deve essere np=1 (non può essere q per la condizione che p non divide q-1). Ogni Sylow è quindi un sottogruppo normale. Ma allora {\displaystyle G} si può realizzare come prodotto diretto dei suoi Sylow (che hanno come elemento comune solo l'identità). Inoltre p e q sono primi fra loro quindi il gruppo è ciclico.
Si osservi l'importanza della condizione che p non divida q-1: basta pensare che esistono due gruppi di ordine {\displaystyle 6} (quello ciclico e il gruppo simmetrico su tre oggetti).
Vediamo perché un gruppo {\displaystyle G} di ordine {\displaystyle 132=2\cdot 2\cdot 3\cdot 11} contiene un sottogruppo ciclico normale di ordine 11. Il numero di 3-Sylow deve essere congruo a 1 modulo 3 e deve dividere 44, le uniche possibilità sono 1,4 e 22. Il numero di 11-Sylow invece deve essere congruo a 1 modulo 11 e dividere 12 quindi n11=1 o n11=12. Se fosse n3=22 avremmo 44 elementi di periodo 3 e questo implica n11=1 perché altrimenti ci sarebbero 120 elementi di periodo 11: troppi!
Qualora fosse n3=1 il 3-Sylow C3 sarebbe normale. Allora G/C3 avrebbe ordine 44 e conterrebbe un sottogruppo normale di ordine 11. A questo sottogruppo corrisponde un sottogruppo normale {\displaystyle K} di {\displaystyle G} di ordine 33, quindi ciclico. Un elemento di periodo 11 in {\displaystyle K} genera il sottogruppo normale di ordine 11 cercato.
L'ultima possibilità è n3=4. Anche in questo caso n11 non può valere 12. Se così fosse avremmo 8 elementi di periodo 3, 120 di periodo 11 e l'identità. C'è posto solo per 3 elementi di periodo 2. Allora il 2-Sylow S2 è normale. Vediamo il quoziente G/S2: ha ordine 33. Questo è ciclico e contiene un sottogruppo di ordine 11. A questo corrisponde un sottogruppo normale di {\displaystyle G} di ordine 44. Tale sottogruppo ha esattamente 10 elementi di periodo 11: troppo pochi (avevamo supposto che {\displaystyle G} ne avesse complessivamente 120).